# Haquet (hippomobile)
Pour les articles homonymes, voir Haquet.

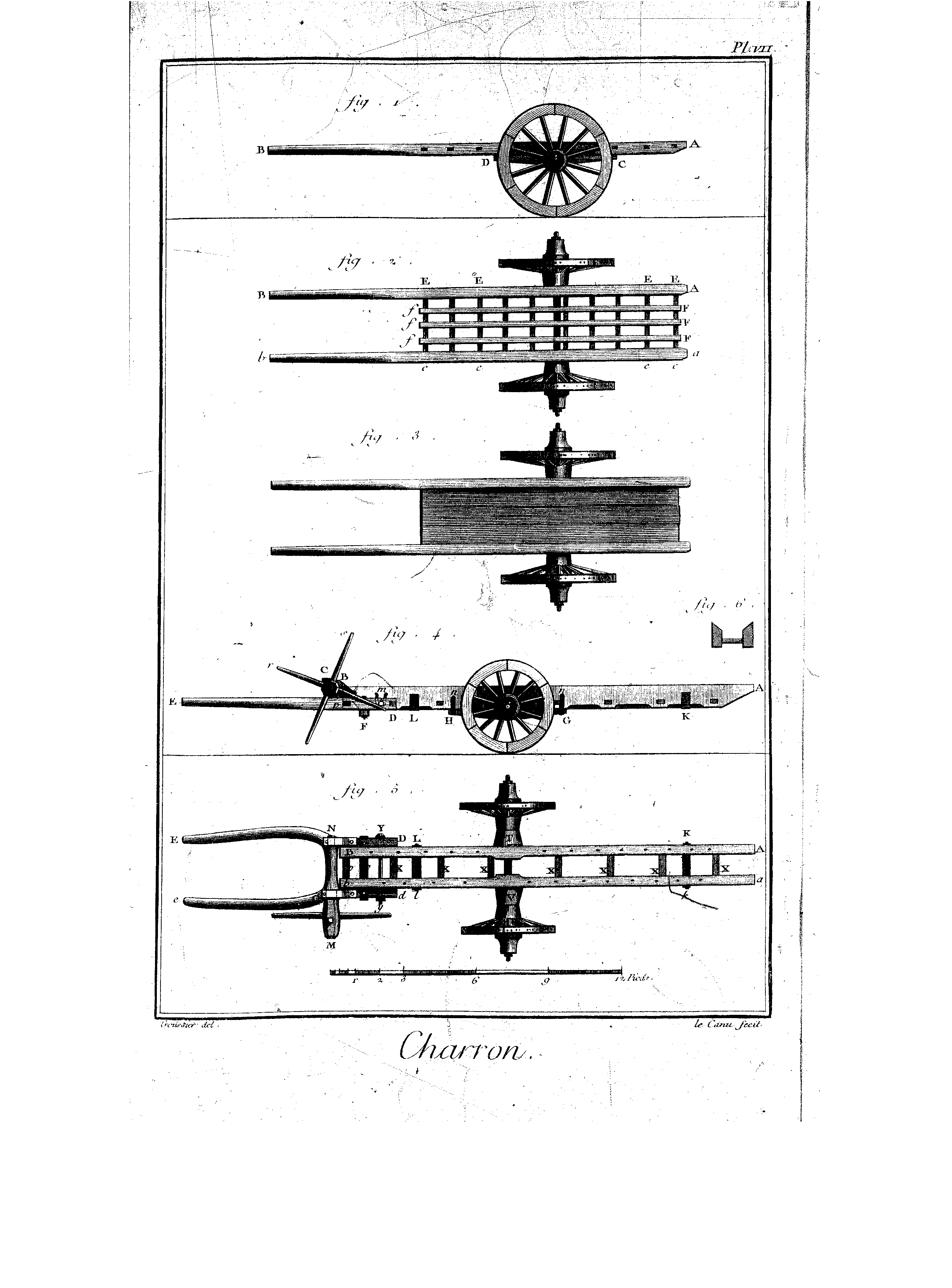
Haquets, planche de l’Encyclopédie

Le haquet est une voiture hippomobile très simple, à deux roues, constituée de deux longs brancards ou poulains assez rapprochés, posés sur l’essieu. Il servait à transporter des tonneaux.
L’invention du haquet a été parfois attribuée (comme celle de la brouette ou vinaigrette) à Blaise Pascal, mais même s'il s'est intéressé à des voitures hippomobiles, rien ne permet de l'affirmer avec certitude.

## Description
Le haquet pouvait être attelé d’un cheval ou de plusieurs en file. La limonière était fixée par une articulation aux deux poulains, en sorte que ceux-ci pouvaient être inclinés vers l’arrière jusqu’à toucher le sol, sans dételer. On présentait les tonneaux contre les poulains et on les faisait monter en s’aidant d’une corde fixée à un treuil, à quatre bras en croix, situé à l’avant. Le tonneau était immobilisé par une cheville de fer placée dans un des trous des poulains prévus à cet effet, puis on continuait à charger les tonneaux suivants de la même façon, de manière que la charge soit répartie de part et d’autre de l’essieu.
Pour décharger, on suivait le processus inverse, la corde et le treuil servant à ralentir la descente des tonneaux. Quand les poulains étaient abaissés, il suffisait de faire avancer les chevaux pour que tous les tonneaux roulent au sol l’un après l’autre.
Il existe d’autres haquets, utilisés pour transporter des marchandises diverses, qui ne sont pas inclinables et sont donc dépourvus de treuil. 
Des haquets, à quatre roues, servaient au transport des bateaux utilisés par le Génie.
"Un peu plus loin, venait le marchand de tonneaux, avec son haquet attelé et le cheval allant au petit pas  et les tonneaux sur le haquet." (Charles-Ferdinand Ramuz, Aimé Pache, peintre vaudois, Chapitre VIII, 1911, Pléiade)

### Bierwagen

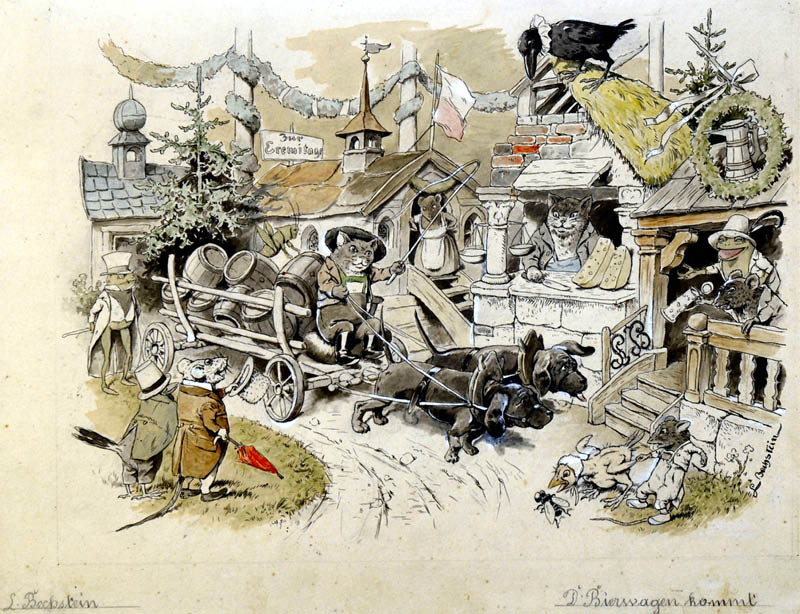
« La voiture à bière arrive ! », aquarelle de Ludwig Bechstein (vers 1875)
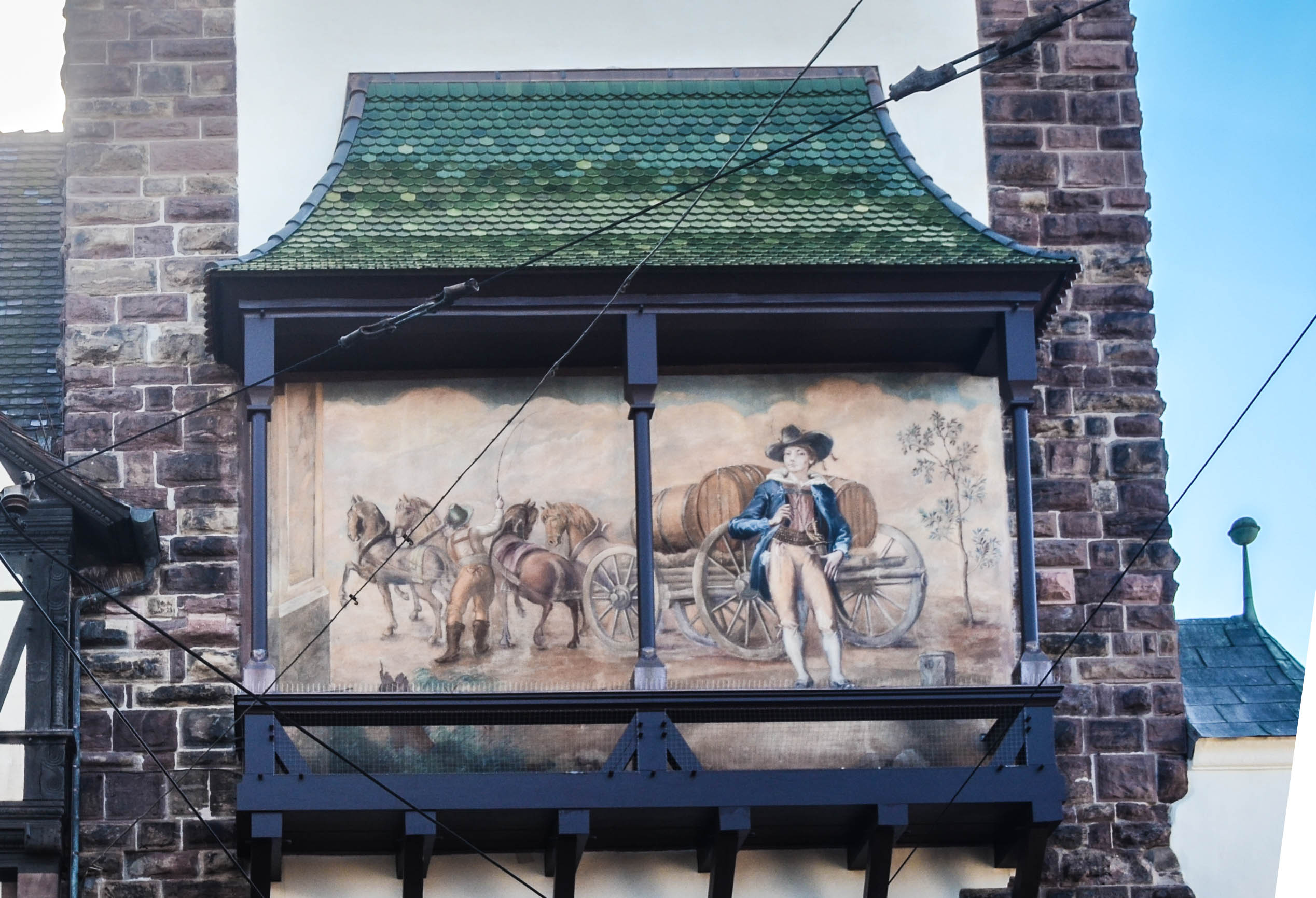
Peinture murale sur la Schwabentor, Fribourg-en-Brisgau (Allemagne)
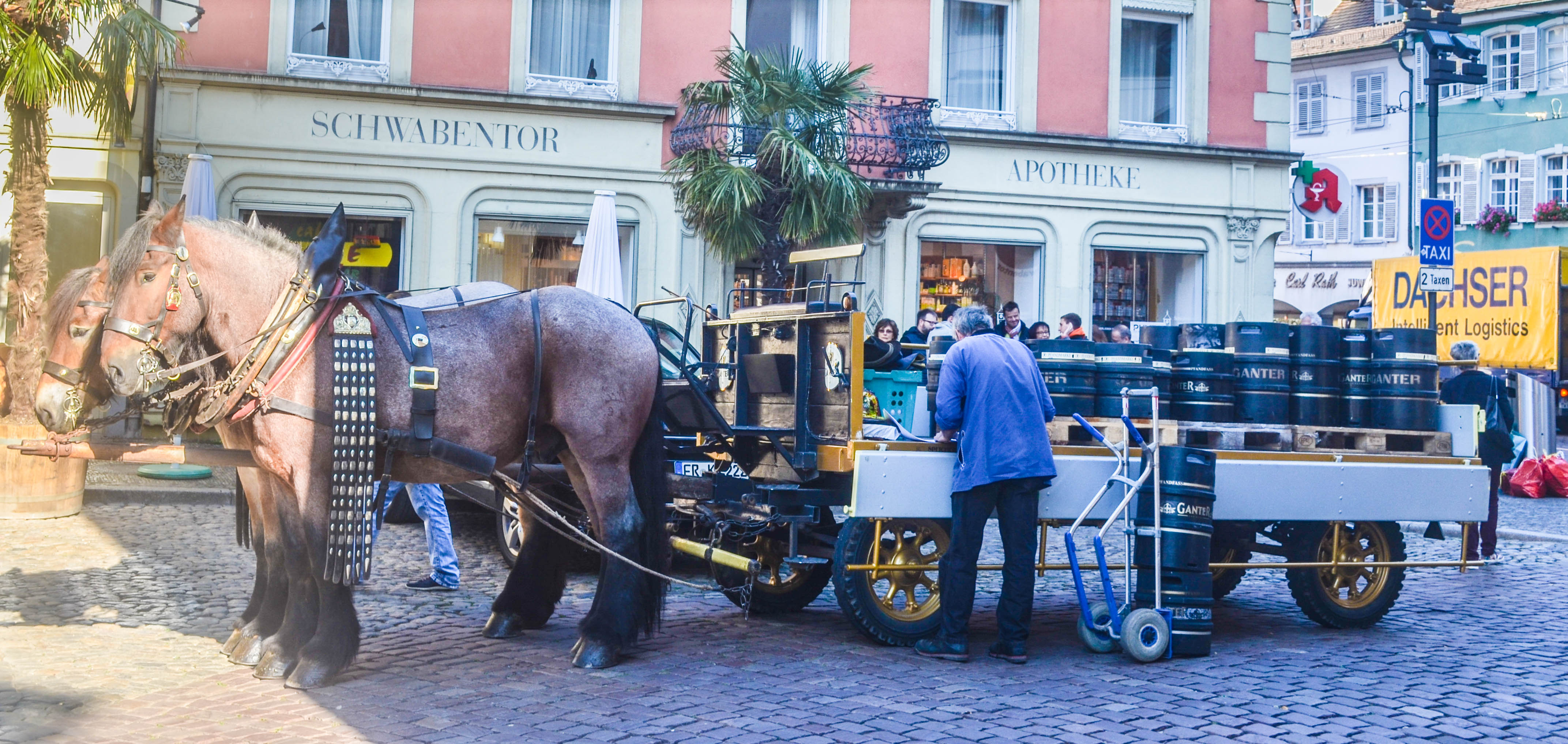
Bierwagen près de la Schwabentor, Fribourg-en-Brisgau, 2016

Le bierwagen (« voiture à bière »), haquet à quatre roues, tiré par deux chevaux de trait (ou plus à l’occasion de festivités), est toujours utilisé dans les grandes villes, non seulement en Allemagne mais aussi dans de nombreux pays, à titre de promotion pour les grandes brasseries, pour le transport et la livraison des fûts de bière.